# Caroline Colombo
Caroline Colombo (Pontarlier, 16 aprile 1996) è un'ex biatleta francese.

## Biografia
Caroline Colombo, residente a Mouthe e attiva dalla stagione 2015-2016, ha esordito in Coppa del Mondo l'11 gennaio 2019 a Oberhof in sprint (77ª) e ai Campionati mondiali a Oberhof 2023, sua unica presenza iridata, dove si è classificata 26ª nell'individuale; nello stesso anno ha conquistato i suoi due podi in Coppa del Mondo, la vittoria in staffetta mista il 5 marzo a Nové Město na Moravě in staffetta mista e il 2º posto in staffetta l'11 marzo a Östersund. Si è ritirata al termine di quella stessa stagione 2022-2023 e la sua ultima gara in carriera è stata la partenza in linea di Coppa del Mondo disputata il 19 marzo a Oslo Holmenkollen, chiusa dalla Colombo al 27º posto; non ha preso parte a rassegne olimpiche.

## Palmarès

### Coppa del Mondo
- Miglior piazzamento in classifica generale: 20ª nel 2023
- 2 podi (a squadre):
  - 1 vittoria
  - 1 secondo posto

#### Coppa del Mondo - vittorie
| Data         | Località             | Nazione   | Spec.                                                |
| ------------ | -------------------- | --------- | ---------------------------------------------------- |
| 5 marzo 2023 | Nové Město na Moravě | Rep. Ceca | MX (con Lou Jeanmonnot, Éric Perrot e Fabien Claude) |

Legenda:

MX = staffetta mista